# Fijngeribde grasslak
De fijngeribde grasslak (Backeljaia gigaxii, synoniem Candidula gigaxii) is een slakkensoort uit de familie van de Geomitridae. De wetenschappelijke naam van de soort werd in 1850 voor het eerst geldig gepubliceerd door Ludwig Georg Karl Pfeiffer.

## Beschrijving
Het ingedrukte kegelvormige tot vrijwel platte slakkenhuisje heeft een hoogte van 4 tot 8 millimeter en een breedte van 6 tot 15 millimeter. Er zijn 5 tot 5½ licht gebogen windingen, die van elkaar zijn gescheiden door een ondiepe naad. De navel, die van binnen vrij klein maar diep is, wordt door de laatste winding relatief breed en ligt excentrisch. De mond is bijna rond en heeft aan de binnenkant een zwakke lip.
De witachtige tot lichtbruine of zanderige schelpkleur is ondoorzichtig. Het oppervlak is fijn en tamelijk regelmatig gestreept met een patroon van vage, deels onderbroken bruine kleurbanden en verder diverse onregelmatige vlekjes. De sculptuur bestaat uit vrij sterke, onregelmatig afgezette dwarsribjes. Er zijn geen haarbevestigingspunten.

### Vergelijkbare soorten
De eenbandige grasslak (Candidula unifasciata) heeft een iets kleinere schelp, goed gewelfde, lichtgeschouderde windingen en een diepe naad. Het is meestal ook meer ingedrukt of minder conisch. Het huisje van de grofgeribde grasslak (Xeroplexa intersecta) heeft grovere en enigszins onregelmatige ribben en is aan de omtrek duidelijker gekield.

## Verspreidings- en leefgebied
Het verspreidingsgebied van de fijngeribde grasslak strekt zich uit over West- en Zuid-Frankrijk, Noordwest-Italië (Ligurië), België en West-Nederland. Er zijn geïsoleerde locaties in Duitsland (Nedersaksen, Noord-Rijnland-Westfalen, Saksen-Anhalt, Sleeswijk-Holstein en Thüringen) en Zuid-Spanje. Waarschijnlijk werd deze soort in de Romeinse tijd in Engeland en Ierland geïntroduceerd. In Ierland is deze soort aldaar weer uitgestorven, en ook uit grote delen van Wales en Zuid-Engeland is ze weer verdwenen. In Duitsland blijft de fijngeribde grasslak zich verspreiden vanuit de weinige klassieke locaties, zij het zeer langzaam. Volgens Markus Pfenninger et al. (2007) heeft deze soort zich in de Romeinse tijd waarschijnlijk vanuit Zuid-Frankrijk naar het huidige verspreidingsgebied uitgebreid.
De fijngeribde grasslak leeft op warme, droge, open plekken, meestal op kalkrijke ondergrond. Het wordt echter meestal niet aangetroffen op zandduinen. Hij leeft daar vlak bij de grond, maar klimt ook in de vegetatie. De soort komt vaak voor als pionier-kolonisator van door mensen verstoorde gebieden of rurale gebieden.